# José Raúl Capablanca
 Ez a cikk a sakkjátszmák algebrai lejegyzését alkalmazza.
José Raúl Capablanca y Graupera (Havanna, 1888. november 19. – New York, 1942. március 8.) kubai sakkozó, a sakkozás történetének harmadik hivatalos világbajnoka (1921-1927), Kuba és az Egyesült Államok bajnoka.
1921-ben a Havannában megrendezett Emanuel Lasker elleni világbajnoki párosmérkőzésen szerezte meg a világbajnoki címet, amelyet Alekszandr Aljechin ellen vesztett el, 1927-ben, Buenos Airesben.
1921-ben házasodott meg, felesége Gloria Simoni Betancourt. Két gyerekük született, 1923-ban egy fia, José Raul, és 1925-ben lánya Gloria. A házasság válással végződött. Második felesége Olga Chagodaef (máshol Choubaroff) (Olga Capablanca) orosz hercegnő volt, akivel 1938-ban házasodott össze.
A legkiválóbb abban volt, hogy azonnal meglátta az állások erős és gyenge pontjait. Kitért a bonyodalmak elől, az egyszerű megoldásokra törekedett. „Minden lépés egy terv eleme!” – mondta.
2001-ben az elsők között választották be a World Chess Hall of Fame (Sakkhírességek Csarnoka) tagjai közé.

## Élete és sakkpályafutása

### Korai évek
Egy spanyol katonatiszt második gyerekeként született. Négyéves korában magától tanult meg sakkozni. Esténként mindig látta az apját egy barátjával játszani, és egyszer beleszólt, és megmondta a jó lépést! Csodagyerek volt. Úgy tanult meg sakkozni, mint Cziffra György (zongoraművész) zongorázni: az eszköz nélkül. (Ez nagyon hasonlít az első nem hivatalos világbajnok, Paul Morphy történetéhez.)
Nyolcéves korában vitte el apja a Havanna Chess Clubba, 13 éves korában, 1901-ben már párosmérkőzésen megverte Juan Corzót, Kuba bajnokát. 1905-ben felvételt nyert a Columbia Egyetemre New Yorkban, és még ebben az évben tagja lett a Manhattan Chess Clubnak, ahol hamarosan a klub legerősebb játékosai között tartották számon. 1908-ban abbahagyta az egyetemet, hogy a sakkra koncentrálhasson.

### Az első sikerek
1909-ben egy szimultánkörúton vett részt, amelyen 27 városban 602 játszmát játszott, és ezekben 96,4%-os eredményt ért el. Ez magasabb volt, mint Maróczy Géza 88%-os és Frank Marshall 86%-os aránya. Ezzel az eredményével országos ismertségre tett szert, és szponzori támogatást kapott ahhoz, hogy megmérkőzzön Frank Marshallal, aki Amerika bajnoka volt, és a világbajnok Emanuel Lasker, valamint a kor másik vezető sakkozója David Janowski előtt megnyerte 1904-ben a Cambridge Springsben rendezett nagymesterversenyt. Capablanca meglepetésre fölényesen, 15–8-ra nyert (+8 -1 =14), hasonló arányban, ahogyan Lasker nyert a Marshall elleni világbajnoki párosmérkőzésen.
Marshall ettől nem került rossz viszonyba a fiatal kubaival, sőt, miután meggyőződött tehetségéről, a tőle telhető minden módon egyengetni kezdte útját. Ő érte el, hogy Capablanca indulhasson az 1911-es zárt San Sebastiáni tornán, amely a történelem addigi legerősebb mezőnyű sakkversenyének ígérkezett, és a világbajnok Laskeren kívül a kor összes vezető sakkozója indult rajta. Az indulás feltétele az volt, hogy legalább két mestertornán az első-három hely valamelyikén kellett végezni, és ezt a feltételt Capablanca nem teljesítette, ezért többen tiltakoztak Capablanca indulása ellen. Marshall fiatal barátja azonban megnyerte a tornát olyan nagy nevek előtt, mint Frank Marshall, Carl Schlechter, Siegbert Tarrasch. Ezt követően hívta ki először párosmérkőzésre a világbajnoki címért Emanuel Laskert. Lasker 17 pontból álló feltételt szabott a mérkőzés létrejöttéhez, amelyek többsége elfogadhatatlan volt Capablanca számára, így a mérkőzés akkor nem jött létre.
1913-ban állást kapott a Kubai Külügyminisztériumtól, amely számára a létbiztonságot jelentette. Feladata az volt, hogy a sakkozás révén jószolgálati nagykövetként népszerűsítse Kubát. Ez olyan jól sikerült, hogy néhány év múlva már ő volt a legismertebb kubai személyiség a világon. 1914-ben, a szentpétervári versenyen találkozott először Laskerrel. A két részből álló verseny első körét Capablanca nyerte másfél pont előnnyel, végeredményben azonban fél ponttal Lasker mögött a második helyen végzett, három ponttal megelőzve az akkoriban feltörekvő Alekszandr Aljechint. Ezt követően 10 éven keresztül, egészen 1924-ig egyetlen játszmát sem veszített, és a „legyőzhetetlen” jelzővel kezdték illetni.

### Világbajnoki cím
1919. áprilistól már Capablanca vezette a világranglistát. Az 1. világháború befejeződését követően Lasker és Capablanca megegyeztek abban, hogy 1920-ban egy világbajnoki párosmérkőzés keretében mérik össze erejüket. Capablanca kérte a mérkőzés következő évre halasztását, Lasker ekkor korára és egészségi állapotára tekintettel lemondott világbajnoki címéről a kubai javára. A közvélemény nyomására, és a kubai sakkbarátok által összegyűjtött 20000 dolláros díjalap felajánlásának eredményeként Lasker beleegyezett abba, hogy 1921-ben Havannában mégis megmérkőzik Capablancával. Hivatalosan ezen a mérkőzésen már Capablanca számított világbajnoknak, és Lasker a kihívónak.
A mérkőzésre 1921. március–áprilisban Havannában került sor. A 14. játszma után, amikor Capablanca 4 győzelemmel állt 10 döntetlen mellett, Lasker egészségi állapotára hivatkozva feladta a mérkőzést. Ezzel Capablanca nemcsak „papíron”, hanem a tábla mellett is megszerezte a világbajnoki címet.
Világbajnokként megalkotta a világbajnoki mérkőzések általános szabályait. Eszerint: a mérkőzés 6 nyert játszmáig tart, 2,5 óra alatt 40 lépést kell megtenni, és a napi játékidő 5 óra; a világbajnok határozza meg a mérkőzés időpontját, de a kihívástól számított egy éven belül meg kell védenie címét; a díjalapnak legalább 10000 dollárnak kell lennie, amelynek 20%-át a világbajnok kapja, a maradék összeg 60%-a a nyertesé, 40%-a a vesztesé; a legmagasabb díjajánlatot kell elfogadni. A „Londoni szabályok” néven nevezett feltételeket aláírásával elfogadta a kor minden jelentős mestere. 1921–1923. között Akiba Rubinstein, Alekszandr Aljechin és Aaron Nimzowitsch is kihívta, azonban a díjalapot csak Aljechinnek sikerült 1927-ben előteremtenie.
1922-ben addigi rekordként 103 táblás szimultánt adott, amelyből 102 játszmát megnyert, és csak 1 végződött döntetlenül. Ez az arány máig megdöntetlen rekordnak számít.
1927-ben argentin üzletemberek csoportja, az argentin elnök védnöksége mellett felajánlotta a szükséges díjalapot egy Capablanca–Aljechin világbajnoki párosmérkőzés Buenos Airesben történő megrendezésére. A mérkőzésre 1927. szeptember–november között került sor, amelyet Aljechin 6–3 arányban nyert meg 25 döntetlen mellett. Ez volt minden idők második leghosszabb sakkvilágbajnoki párosmérkőzése Anatolij Karpov és Garri Kaszparov 1984–1985-ös mérkőzése után.
A mérkőzés után Aljechin felajánlotta a revans lehetőségét ugyanolyan feltételek mellett, mint amelyet neki kellett teljesítenie. Capablanca ezután a korábbinál is több versenyen vett részt, hogy előteremtse a díjalapot. 1928 és 1931 között 6 első, és 3 második helyezést ért el. A mérkőzésre azonban nem került sor.
1939-ben a 8. sakkolimpián Kuba csapatában játszva az első táblán egyéni aranyérmet szerzett.
1942. március 7-én New Yorkban stroke következtében elhunyt. Temetésére március 15-én Havannában a Colón temetőben került sor.

## Versenyeredményei
Capablanca helyezései és elért eredményei. Az „eredmények” oszlop bal oldalán az elért pontszám per az összes elérhető pont a versenyen; a jobb oldalán a „+” a győzelmek, a „-„ a vereségek, a „=” a döntetlenek száma.
| Dátum   | Helyszín                              | Helyezés | Eredmény | Eredmény  | Megjegyzés |
| ------- | ------------------------------------- | -------- | -------- | --------- | --- |
| 1910    | New York State                        | 1.       | 6½/7     | +6 −0 =1  | New York állam bajnoksága. Holtverseny alakult ki Capablanca és Charles Jaffe között, majd a rájátszásban Capablanca szerezte meg az 1. helyet. |
| 1911    | New York                              | 2.       | 9½/12    | +8 −1 =3  | Frank Marshall volt az 1. helyezett Capablanca előtt. |
| 1911    | San Sebastián (Spanyolország)         | 1.       | 9½/14    | +6 −1 =7  | Akiba Rubinstein és Milan Vidmar (9) és Frank Marshall (8½), valamint 11 másik világklasszis játékos előtt. Egyetlen vereségét Rubinsteintől szenvedte el, és szépségdíjat kapott az Ossip Bernstein elleni játszmájáért. |
| 1913    | New York                              | 1.       | 11/13    | +10 −1 =2 | Marshall (10½), Charles Jaffe (9½) és David Janowski (9) előtt. |
| 1913    | Havanna                               | 2.       | 10/14    | +8 −2 =4  | Marshall (10½) mögött; megelőzve Janowskit (9) és öt másik versenyzőt. |
| 1913    | New York                              | 1.       | 13/13    | +13 −0 =0 | Mögötte Oldřich Duras. |
| 1914    | Szentpétervár                         | 2.       | 13/18    | +10 −2 =6 | Emanuel Lasker (13½) mögött; a vert mezőnyben Alekszandr Aljechin (10), Siegbert Tarrasch (8½) és Frank Marshall (8). A verseny különleges lebonyolítású volt. Egy előversenyen a 11 játékos körmérkőzést játszott, majd az első öt helyezett egymással két játszmában mérkőzött meg. Az előverseny eredményét vitték magukkal. Az előversenyt Capablanca 1,5 pont előnnyel nyerte, a ráadás során azonban Lasker olyan pontszámot ért el, hogy végeredményben fél pont előnnyel megnyerte a versenyt. |
| 1915    | New York                              | 1.       | 13/14    | +12 −0 =2 | Mögötte Marshall (12) és hat másik játékos. |
| 1916    | New York                              | 1.       | 14/17    | +12 −1 =4 | Mögötte Janowski (11) és 11 másik játékos. A verseny lebonyolítása megegyezett az 1914-es szentpétervári verseny lebonyolításával. |
| 1918    | New York                              | 1.       | 10½/12   | +9 −0 =3  | Mögötte Boris Kostić (9), Marshall (7), és négy másik játékos. |
| 1919    | Hastings                              | 1.       | 10½/11   | +10 −0 =1 | Mögötte Kostić (9½), Sir George Thomas (7), Frederick Yates (7), és nyolc másik versenyző. |
| 1922    | London                                | 1.       | 13/15    | +11 −0 =4 | Mögötte Aljechin (11½), Vidmar (11), Rubinstein (10½), Bogoljubov (9), és 11 másik nagyon erős versenyző. |
| 1924    | New York                              | 2.       | 14½/20   | +10 −1 =9 | Lasker (16) mögött; a vert mezőnyben Aljechin (12), Marshall (11), Réti Richárd (10½) és hat másik nagyon erős versenyző. |
| 1925    | Moszkva                               | 3.       | 13½/20   | +9 −2 =9  | Bogojubov (15½) és Lasker (14) mögött; a vert mezőnyben Marshall (12½) és több erős nemzetközi és feltörekvő szovjet versenyző. |
| 1926    | Lake Hopatcong                        | 1.       | 6/8      | +4 −0 =4  | Mögötte Abraham Kupchik (5), Maróczy Géza (4½), Marshall (3) és Edward Lasker (1½) |
| 1927    | New York                              | 1.       | 14/20    | +8 −0 =12 | Mögötte Aljechin (11½), Aaron Nimzowitsch (10½), Vidmar (10), Rudolf Spielmann (8) és Marshall (6). |
| 1928    | Bad Kissingen                         | 2.       | 7/11     | +4 −1 =6  | Győzött Bogojubov (8); a vert mezőnyben Max Euwe (6½), Rubinstein (6½), Nimzowitsch (6) és hét másik erős mester. |
| 1928    | Budapest                              | 1.       | 7/9      | +5 −0 =4  | Mögötte Marshall (6), Hans Kmoch (5), Spielmann (5) és hat másik versenyző. |
| 1928    | Berlin                                | 1.       | 8½/12    | +5 −0 =7  | Mögötte Nimzowitsch (7), Spielmann (6½) és négy másik nagyon erős versenyző. |
| 1929    | Ramsgate                              | 1.       | 5½/7     | +4 −0 =3  | Mögötte Vera Menchik (5), Rubinstein (5), és négy másik versenyző |
| 1929    | Karlovy Vary                          | 2.=      | 14½/21   | +10 −2 =9 | Nimzowitsch (15) mögött; holtversenyben Spielmannal; a vert mezőnyben Rubinstein (13½) és 18 másik, többségében erős versenyző. |
| 1929    | Budapest                              | 1.       | 10½/13   | +8 −0 =5  | Mögötte Rubinstein (9½), Savielly Tartakower (8) és 11 másik versenyző. |
| 1929    | Barcelona                             | 1.       | 13½/14   | +13 −0 =1 | Mögötte Tartakower (11½) és 13 másik versenyző. |
| 1929–30 | Hastings                              | 1.       | 6½/9     | +4 -0 =5  | [ 31 ] |
| 1930–31 | Hastings                              | 2.       | 6½/9     | +5 −1 =3  | Max Euwe mögött (7); megelőzve nyolc másik versenyzőt. |
| 1931    | New York                              | 1.       | 10/11    | +9 −0 =2  | Mögötte Isaac Kashdan (8½) és 10 másik versenyző. |
| 1934–35 | Hastings                              | 4.       | 5½/9     | +4 −2 =3  | Thomas, (6½), Euwe (6½) és Salo Flohr (6½) mögött; a vert mezőnyben Mihail Botvinnik (5), Lilienthal Andor (5) és négy másik versenyző. |
| 1935    | Moscow                                | 4.       | 12/19    | +7 −2 =10 | Botvinnik (13), Flohr (13) és Lasker (12½) mögött; a vert mezőnyben Spielmann (11) és 15 másik, többségében szovjet versenyző. |
| 1935    | Margate                               | 2.       | 7/9      | +6 −1 =2  | Samuel Reshevsky (7½) mögött; megelőzve nyolc másik versenyzőt. |
| 1936    | Margate                               | 2.       | 7/9      | +5 −0 =4  | Flohr (7½) mögött; a vert mezőnyben Gideon Ståhlberg és nyolc másik versenyző. |
| 1936    | Moszkva                               | 1.       | 13/18    | +8 −0 =10 | Mögötte Botvinnik (12), Flohr (9½), Lilienthal (9), Ragozin (8½), Lasker (8) és négy másik versenyző. |
| 1936    | Nottingham                            | 1.=      | 10/14    | +7 −1 =6  | Holtversenyben Botvinnikkel; a vert mezőnyben Euwe (9½), Reuben Fine (9½), Reshevsky (9½), Aljechin (9), Flohr (8½), Lasker (8½) és hét másik erős versenyző. |
| 1937    | Semmering                             | 3.=      | 7½/14    | +2 −1 =11 | Paul Keres (9) és Fine (8) mögött; holtversenyben Reshevskyvel; a vert mezőnyben Flohr (7), Erich Eliskases (6), Ragozin (6) and Vladimirs Petrovs (5). |
| 1938    | Párizs                                | 1.=      | 8/10     | +6 −0 =4  | Nicolas Rossolimo (7½) és négy mésik versenyző előtt. |
| 1938    | AVRO verseny, Hollandia tíz városában | 7.       | 6/14     | +2 -4 =8  | Keres (8½), Fine (8½), Botvinnik (7½), Aljechin (7), Euwe (7) és Reshevsky (7) mögött; megelőzve Flohrt (4½). |
| 1939    | Margate                               | 2.=      | 6½/9     | +4 −0 =5  | Keres (7½) mögött; holtversenyben Flohrral; megelőzve hét másik versenyzőt. |

## Párosmérkőzései
Capablanca párosmérkőzéseinek eredményei.
| Dátum | Ellenfél               | Eredmény  | Helyszín      | Eredmény | Eredmény  | Megjegyzés                                     |
| ----- | ---------------------- | --------- | ------------- | -------- | --------- | ---------------------------------------------- |
| 1901  | Juan Corzo             | Nyert     | Havanna       | 7–6      | +4 −3 =6  | Corzo volt ebben az időben Kuba bajnoka.       |
| 1909  | Frank Marshall         | Nyert     | New York      | 15–8     | +8 −1 =14 |                                                |
| 1912  | Charles Jaffe          | Nyert     | New York      | 2½–½     | +2-0=1    |                                                |
| 1912  | Oscar Chajes           | Nyert     | New York      | 1-0      | +1-0=0    |                                                |
| 1913  | Richard Teichmann      | Nyert     | Berlin        | 2–0      | +2-0=0    |                                                |
| 1913  | Jacques Mieses         | Nyert     | Berlin        | 2–0      | +2-0=0    |                                                |
| 1913  | Eugene Znosko-Borovsky | Döntetlen | Szentpétervár | 1–1      | +1-1=0    |                                                |
| 1913  | Alekszandr Aljechin    | Nyert     | Szentpétervár | 2–0      | +2-0=0    |                                                |
| 1913  | Fedor Duz-Khotimirsky  | Nyert     | Szentpétervár | 2–0      | +2-0=0    |                                                |
| 1914  | Ossip Bernstein        | Nyert     | Moszkva       | 1½–½     | +1-0=1    |                                                |
| 1914  | Savielly Tartakower    | Nyert     | Bécs          | 1½–½     | +1-0=1    |                                                |
| 1914  | Arnold Aurbach         | Nyert     | Párizs        | 2–0      | +2-0=0    |                                                |
| 1919  | Boris Kostić           | Nyert     | Havanna       | 5–0      | +5 −0 =0  |                                                |
| 1921  | Emanuel Lasker         | Nyert     | Havanna       | 9–5      | +4 −0 =10 | A világbajnoki címért.                         |
| 1927  | Alekszandr Aljechin    | Vesztett  | Buenos Aires  | 15½–18½  | +3 −6 =25 | A világbajnoki címért.                         |
| 1931  | Max Euwe               | Nyert     | Hollandia     | 6–4      | +2 −0 =8  | Euwe lett később, 1935–1937-ben a világbajnok. |

## Sakkelméleti munkássága
Teoretikusként több megnyitási változat őrzi ma is a nevét.
- Capablanca felszabadító manővere, Elhárított vezércsel, ortodox védelem ECO D67: 1. d4 d5 2.c4 e6 3.Hc3 Hf6 4.Fg5 Fe7 5.e3 O-O 6.Hf3 Hbd7 7.Bc1 c6 8.Fd3 dxc4 9.Fxc4 Hd5
- Capablanca-vonal, Francia védelem ECO C10: 1.e4 e6 2.d4 d5 3.Hc3 dxe4 4.Hxe4 Hd7 5.Hf3 Hgf6 6.Hxf6+ Hxf6 7.He5
- Grünfeld-védelem, Capablanca-változat ECO D83: 1.d4 Hf6 2.c4 g6 3.Hc3 d5 4.Ff4 Fg7 5.e3 O-O 6.Bc1
- Vezérindiai védelem Capablanca-változat ECO A47: 1.d4 Hf6 2.Hf3 b6
- Nimzoindiai védelem Capablanca-változat ECO E26: 1.d4 Hf6 2.c4 e6 3.Hc3 Fb4 4.a3 Fxc3+ 5.bxc3 c5 6.e3 Hc6 7.Fd3 O-O 8.He2 b6 9.e4 He8
- Nimzoindiai védelem Capablanca-változat ECO E29: 1.d4 Hf6 2.c4 e6 3.Hc3 Fb4 4.a3 Fxc3+ 5.bxc3 0-0 6.e3 c5 7.Fd3 Hc6 8.He2 b6 9.e4 He8
- Elhárított vezércsel, ortodox védelem, Capablanca-változat ECO D63: 1.d4 d5 2.c4 e6 3.Hc3 Hf6 4.Fg5 Fe7 5.e3 O-O 6.Hf3 Hbd7 7.Bc1 b6 8.cxd5 exd5 9.Fb5
- Elhárított vezércsel, Capablanca-változat ECO D30: 1.d4 d5 2.c4 e6 3.Hf3 Hf6 4.Fg5 Hbd7 5.e3 c6 6.Hbd2
- Vezérindiai védelem Capablanca-változat ECO E16: 1.d4 Hf6 2.c4 e6 3.Hf3 b6 4.g3 Fb7 5.Fg2 Fb4+
- Réti-megnyitás Capablanca-változat ECO A09: 1.Hf3 d5 2.c4 c6 3.b3 Hf6 4.Fb2 Fg4
- Elhárított vezércsel, Duras-változat, Capablanca-változat ECO D30: 1.d4 d5 2.c4 e6 3.Hf3 Hf6 4.Fg5 h6

## Emlékezete
- 1962 óta Havannában évente megrendezik tiszteletére a rangos Capablanca-emlékversenyt.[34]

## Megjelent művei
- Havana 1913 Az egyetlen általa írt tornakönyv. Eredetileg spanyol nyelven jelent meg Havannában 1913-ban. Angolra edward Winter fordította, és reprint kiadásban 1976-ban a British Chess Magazine különkiadványaként jelent meg.
- A Primer of Chess, eredeti kiadása: Harcourt, Brace and Company, 1935. Újranyomva 2002-ben, Harvest Books, ISBN 0-15-602807-7.
- Chess Fundamentals (Eredeti kiadása 1921.) Újranyomva Everyman Chess, 1994, ISBN 1-85744-073-0, ISBN 4871878414. Nick de Firmian átdolgozásával kiadva 2006, ISBN 0-8129-3681-7.)--elérhető a Gutenberg.org címen -- mozgó diagramokkal Archiválva 2021. december 30-i dátummal a Wayback Machine-ben.
- Fundamentos del Ajedrez, ISBN 4871878422
- My Chess Career (Eredeti kiadása: G. Bell and Sons, Ltd. of London, és The Macmillan Company, New York, 1920. Újranyomva: Dover 1966. Új kiadás: Hardinge Simpole Limited, 2003, ISBN 1-84382-091-9.)
- The World's Championship Chess Match between José Raul Capablanca and Dr. Emanuel Lasker, with an introduction, the scores of all the games annotated by the champion, together with statistical matter and the biographies of the two masters, 1921 (Újranyomva 1977. Dover, együtt az 1927-es párosmérkőzéssel Frederick Yates és William Winter elemzéseivel, World's Championship Matches, 1921 and 1927 címen. ISBN 0-486-23189-5.)
- Last Lectures, Simon and Schuster, January 1966, ASIN B0007DZW6W